# Quiosque do Serviço de Transportes Colectivos do Porto
O Quiosque do Serviço de Transportes Colectivos do Porto é um antigo quiosque na freguesia de Santo Ildefonso, cidade do Porto, em Portugal.

## Caracterização
Construído em betão, de planta rectangular com os cantos cortados, apresenta um estilo Art déco.
O quiosque está classificado como Imóvel de Interesse Municipal, na sequência do decreto 67/97, publicado no Diário da República de 31  de dezembro.
Este quiosque foi uma fonte de inspiração para um trabalho de design inovador em 2017 pelo famoso designer DRP, em que foi galardoado como património nacional, apresentando características portuguesas de art déco.